# Offensive de Ain-Lahchich
Guerre du Sahara occidental
Batailles
L'offensive de Ain-Lahchich a lieu du 19 décembre 1983 au 20 février 1984 pendant la guerre du Sahara occidental près de Boukraa et d'Amgala. Les forces armées royales (FAR) lancent une offensive contre le Front Polisario qui permet la construction d'une nouvelle section plus avancée du mur des sables.

## Déroulement
Selon le Polisario, le Maroc engage 24 à 25 000 hommes des 3e, 4e et 6e brigades d'infanterie, appuyés par 2 000 véhicules, des hélicoptères, ainsi que des chasseurs Northrop F-5 et Mirage F1. Les combats débutent le 19 décembre. Le 31 décembre, le Polisario revendique la mort de 100 soldats marocains et la destruction de 60 véhicules à Khechbiyine,,. Plusieurs combats ont également lieu le 12 janvier 1984.

## Bilan
L'opération permet la construction du 2e mur des sables autour d'Amgala. Le mur rejoint la frontière avec la Mauritanie. Le Polisario est désormais obligé d'emprunter le territoire mauritanien s'il souhaite déplacer ses forces du nord au sud du Sahara occidental,.